# Szürke levelibéka
A szürke levelibéka (Hyla chrysoscelis) a kétéltűek (Amphibia) osztályába, a békák (Anura) rendjébe és a levelibéka-félék (Hylidae) családjába tartozó faj.

## Előfordulása
Kanada déli részén, valamint az Amerikai Egyesült Államok keleti területén honos.

## Megjelenése
Testhossza 32-62 milliméter.